# French Open 2012/Herrendoppel-Rollstuhl
Das Herrendoppel (Rollstuhl) der French Open 2012 war ein Rollstuhltenniswettbewerb in Paris und fand vom 6. bis zum 8. Juni statt.
Titelverteidiger waren Shingo Kunieda und Nicolas Peifer, der aber in diesem Jahr nicht antrat.

## Setzliste
| Nr. | Paarung                          | Erreichte Runde |
| --- | -------------------------------- | --------------- |
| 01. | Stéphane Houdet Maikel Scheffers | Halbfinale      |
| 02. | Robin Ammerlaan Ronald Vink      | Halbfinale      |

## Ergebnisse
Zeichenerklärung
- Q = Qualifikant
- WC = Wildcard
- LL = Lucky Loser
- ITF = qualifiziert über ITF-Ranking
- ALT = alternate (Ersatz)
- PR = Protected Ranking
- SE = Special Exempt
- r = retired (Aufgabe)
- d = Disqualifikation
- w.o. = walkover
- [ ] = Match-Tie-Break

|  | Halbfinale | Halbfinale                       | Halbfinale | Halbfinale | Halbfinale |  |  | Finale | Finale                           | Finale | Finale | Finale |
|  |            |                                  |            |            |            |  |  |        |                                  |        |        |        |
|  |            |                                  |            |            |            |  |  |        |                                  |        |        |        |
|  | 1          | Stéphane Houdet Maikel Scheffers | 63         | 65         |            |  |  |        |                                  |        |        |        |
|  |            | Michaël Jeremiasz Stefan Olsson  | 7          | 7          |            |  |  |        |                                  |        |        |        |
|  |            |                                  |            |            |            |  |  |        | Michaël Jeremiasz Stefan Olsson  | 6      | 63     | [6]    |
|  |            |                                  |            |            |            |  |  |        | Frédéric Cattaneo Shingo Kunieda | 3      | 7      | [10]   |
|  |            | Frédéric Cattaneo Shingo Kunieda | 6          | 6          |            |  |  |        |                                  |        |        |        |
|  | 2          | Robin Ammerlaan Ronald Vink      | 2          | 3          |            |  |  |        |                                  |        |        |        |
|  |            |                                  |            |            |            |  |  |        |                                  |        |        |        |